# Mirla Cabello
Mirla Cabello (25 de abril de 1977) es una deportista venezolana que compitió en taekwondo. Ganó una medalla de oro en el Campeonato Panamericano de Taekwondo de 1998 en la categoría de –51 kg.

## Palmarés internacional
| Campeonato Panamericano | Campeonato Panamericano | Campeonato Panamericano | Campeonato Panamericano |
| Año                     | Lugar                   | Medalla                 | Categoría               |
| ----------------------- | ----------------------- | ----------------------- | ----------------------- |
| 1998                    | Lima (Perú)             | Medalla de oro          | –51 kg                  |